# Wilhelm Schwinn

Wilhelm Schwinn

Wilhelm Johann Peter Schwinn (* 23. Mai 1897 in Ober-Kainsbach; † 18. Oktober 1967 ebenda) war ein deutscher Politiker (NSDAP).

## Leben und Wirken
Wilhelm Schwinn wurde als Sohn des Gastwirtes Christian Wilhelm Schwinn (1864–1913) und seiner Ehefrau Anna Margaretha Schwinn († 1940), geborene Rausch, geboren. Nach dem Besuch der Volksschule in Ober-Kainsbach wurde Schwinn an der landwirtschaftlichen Winterschule in Michelstadt im Odenwald unterrichtet. Von 1916 bis 1917 nahm er mit dem 2. Garde-Infanterie-Regiment zu Fuß am Ersten Weltkrieg teil. Anschließend gehörte er ein Jahr lang der Garde-Nachrichten-Abteilung I. an. Nach dem Krieg lebte er als Land- und Gastwirt in Ober-Kainsbach.
Mitte der 1920er Jahre trat Schwinn der NSDAP bei und übernahm 1929 das Amt eines Kreisleiters in Erbach.
1929 übernahm Schwinn seine ersten öffentlichen Ämter, als er Mitglied des Kreistags von Erbach und des Provinziallandtags von Starkenburg wurde. Zwei Jahre später, 1931, wurde er außerdem Mitglied des Hessischen Landtags. Nach seinem Ausscheiden aus dieser Körperschaft im Herbst 1933 wechselte Schwinn als Abgeordneter in den nationalsozialistischen Reichstag, in dem er von November 1933 bis zum Ende der NS-Herrschaft im Frühjahr 1945 den Wahlkreis 33 (Hessen) vertrat.
Schwinn führte seine Land- und Gastwirtschaft Zur Spreng zusammen mit seiner Ehefrau Elisabetha, geborene Kunkel, noch weit über die Nachkriegszeit hinaus fort, um sie später zu verpachten und zuletzt aufzugeben.